# Визенбах (Швабија)
Визенбах (њем. Wiesenbach) општина је у њемачкој савезној држави Баварска. Једно је од 34 општинска средишта округа Гинцбург. Према процјени из 2010. у општини је живјело 1.000 становника. Посједује регионалну шифру (AGS) 9774189.

## Географски и демографски подаци
Визенбах се налази у савезној држави Баварска у округу Гинцбург. Општина се налази на надморској висини од 500 m. Површина општине износи 11,5 km². У самом мјесту је, према процјени из 2010. године, живјело 1.000 становника. Просјечна густина становништва износи 87 становника/km².